# ميخائيل مريديث
ميخائيل مريديث (بالإنجليزية: Michael Meredith)‏ هو سياسي أمريكي، ولد في 25 أبريل 1985. حزبياً، نشط في الحزب الجمهوري.

## وصلات خارجية
- الموقع الرسمي